# Lisa Bonet
Lisa Bonet, född Lisa Michelle Bonet den 16 november 1967 i San Francisco, Kalifornien, är en amerikansk skådespelare.
Tillsammans med musikern Lenny Kravitz har hon dottern Zoë Kravitz, även hon skådespelare. De separerade 1993. 1995 ändrade hon sitt namn till Lilakoi Moon, men har fortsatt att använda namnet Lisa Bonet professionellt. 2017 gifte hon sig med skådespelaren Jason Momoa. De har två barn tillsammans. De skilde sig 2024.

## Filmografi (urval)
- 1984 – Cosby (TV-serie)
- 1987 – Angel Heart
- 1987 – A different world
- 1998 – Enemy of the State
- 2000 – High Fidelity
- 2006 – Whitepaddy

## Alias
Har även medverkat i filmer med följande namn
- Lisa Boney
- Lilakoi Moon
- Liliquois Moon

## Utmärkelser
- 1988 - Young Artist Award - Best Young Female Superstar in Motion Pictures för Angel Heart
- 1989 - Young Artist Award - Best Young Actor/Actress Ensemble in a Television Comedy, Drama Series or Special för The Cosby Show